# Accent (noyau)
Pour les articles homonymes, voir Accent.
Accent est le noyau d'un système d'exploitation développé au début des années 1980 jusqu'en 1985 à l'Université Carnegie-Mellon aux États-Unis. Il faisait partie du projet Spice qui fut actif de 1981 à 1985.
Le développement d'Accent s'inspira très largement du noyau d'Aleph (en) développé depuis 1975 à l'Université de Rochester; son objectif était justement de surmonter ses principaux défauts.
Richard Rashid (en) de l'Université de Rochester (New York) était impliqué activement depuis plusieurs années dans le développement d'Aleph (en), projet qui était devenu moribond lors de son départ pour l'Université Carnegie-Mellon en 1979. Il y fut rapidement au centre du développement d'une version revue et corrigée du noyau d'Aleph (en) qui tenterait de corriger ses principaux défauts : Accent était né.
Parmi les principales améliorations notons l'usage intensif de la copie sur écriture, l'usage de la mémoire virtuelle pour des raisons de sécurité mais aussi de stabilité, la possibilité d'avoir plusieurs processus qui utilisent chacun un microcode en langage machine différent, un système de fichiers concurrent, etc.
Accent ne fut jamais commercialisé et son développement cessa complètement en 1985. Mais ce ne fut pas du tout un échec car c'était afin de réutiliser immédiatement l'expérience acquise pour créer un nouveau système d'exploitation qui fut directement à l'origine du micro-noyau Mach.